# جون شيرلي (لاعب كرة قدم)
جون شيرلي (بالإنجليزية: John Shirley)‏ (1902 في المملكة المتحدة - ) هو لاعب كرة قدم بريطاني في مركز الهجوم. لعب مع ستوك سيتي وماكليسفيلد تاون ونادي هدنسفورد تاون.